# Guy C. Swan III

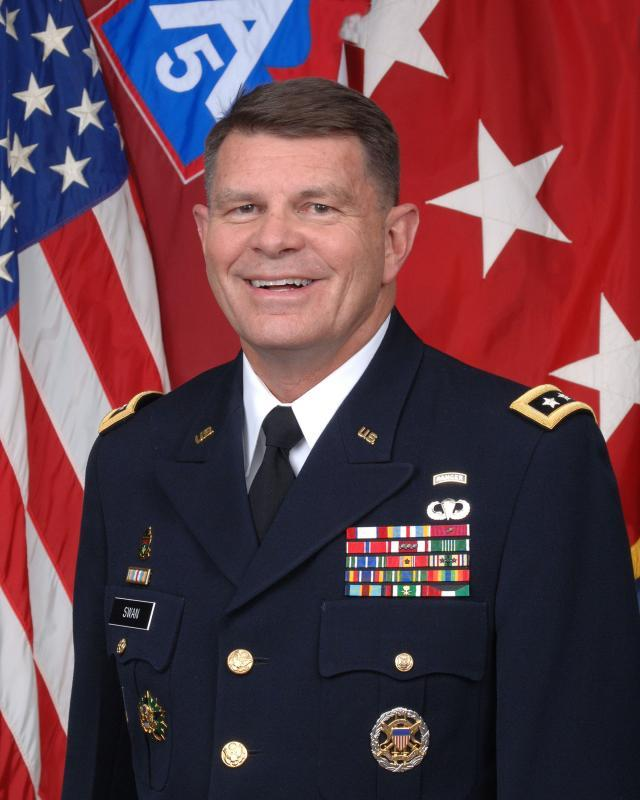
Guy C. Swan III

Guy Carleton Swan III (* 28. Januar 1954 in New Jersey) ist ein pensionierter Generalleutnant der United States Army. Er war unter anderem Kommandeur der 5. Armee.
In den Jahren 1972 bis 1976 durchlief Guy Swan III die United States Military Academy in West Point. Nach seiner Graduation wurde er als Leutnant den Panzereinheiten zugeteilt. In der Armee durchlief er anschließend alle Offiziersränge vom Leutnant bis zum Drei-Sterne-General.
Im Lauf seiner militärischen Karriere absolvierte Swan verschiedene Kurse und Schulungen. Dazu gehörten unter anderem das Command and General Staff College, die School of Advanced Military Studies und die Harvard Kennedy School.
In seinen jüngeren Jahren absolvierte er den für Offiziere in den niederen Rangstufen üblichen Dienst in verschiedenen Einheiten und Standorten in den Vereinigten Staaten. Dazu gehörten auch Aufgaben als Stabsoffizier in verschiedenen Hauptquartieren. In seinen frühen Jahren war er unter anderem in Südkorea, Fort Bliss und Fort Lewis bei Panzereinheiten stationiert. In den Jahren 1985 bis 1987 war er Stabsoffizier im Heeresministerium in Washington, D.C. Später wurde er nach Ansbach versetzt, wo er Stabsoffizier (Chief of Plans) bei der 1. Panzerdivision war. Mit dieser Division wurde er in den Nahen Osten verlegt, um am Zweiten Golfkrieg teilzunehmen. Später gehörte er dem Stab des 11th Armored Cavalry Regiments an. Dabei war er in Fulda stationiert.
In den Jahren 1993 bis 1995 war Guy Swan Bataillonskommandeur einer Panzereinheit der 24. Infanteriedivision. Nach seinem Studium an der Harvard Kennedy School übernahm er im Jahr 1996 das Kommando über das 11th Armored Cavalry Regiment, das zwischenzeitlich deaktiviert und dann beim National Training Center in Fort Irwin in Kalifornien wieder neu aufgestellt worden war. Die Einheit diente nun zur Feindsimulation als Opposing Force am National Training Center.
In den Jahren 1998 bis 2000 gehörte Swan dem Stab der Joint Chiefs of Staff im Pentagon an, wo er in der Abteilung J5 (Strategie) tätig war. Daran schloss sich eine weitere Versetzung nach Deutschland an, wo er in den Jahren 2000 bis 2002 in Grafenwöhr das 7th Army Training Command befehligte. Anschließend war er von 2002 bis 2005 Verbindungsoffizier der Armee zum Kongress der Vereinigten Staaten.
Zwischen dem 21. Juli 2005 und dem 5. Juni 2007 hatte Swan das Kommando über den Militärbezirk im Großraum Washington D.C. Dabei kommandierte er nicht nur die dortigen Armeeeinheiten, sondern alle dort stationierten Soldaten und Einheiten aller amerikanischen Teilstreitkräfte. In dieser Eigenschaft war er anlässlich der Trauerfeier für den verstorbenen Ex-Präsidenten Gerald Ford Escort Offizier für dessen Witwe Betty Ford.
Nach seiner Mission als Leiter der Streitkräfte in der Bundeshauptstadt Washington D.C. war Swan Stabschef für militärische Operationen bei der Multi-National Force (CJ3) im Irak. Im Jahr 2010 übernahm er das Kommando über die 5. Armee die auch unter dem Namen United States Army North bekannt ist. In dieser Funktion löste er Thomas R. Turner II ab. Dieses Kommando übte er bis zum Kommandowechsel im Jahr 2011 aus. Nachdem er sein Amt an William B. Caldwell IV übergeben hatte, ging Guy Swan III in den Ruhestand.
Nach seiner Pensionierung wurde Swan einer der Vizepräsidenten der Association of the United States Army. Er ist mit Melanie Taylor Curry aus Fort Lauderdale in Florida verheiratet. Das Paar hat zwei inzwischen erwachsene Kinder.

## Orden und Auszeichnungen
Guy Swan erhielt im Lauf seiner militärischen Laufbahn unter anderem folgende Auszeichnungen:
- Army Distinguished Service Medal
- Defense Superior Service Medal
- Legion of Merit
- Bronze Star Medal
- Meritorious Service Medal
- Army Commendation Medal
- Army Achievement Medal
- National Defense Service Medal
- Southwest Asia Service Medal
- Kuwait Liberation Medal
- Global War on Terrorism Medal
- Iraq Campaign Medal
- Joint Meritorious Unit Award
- Korean Defense Service Medal